# María Bernabéu
María Bernabéu Avomo (Salamanca, 15 de fevereiro de 1988) é uma judoca espanhola da categoria até 70 quilos.
Bernabéu é filha de pai espanhol e mãe da Guiné Equatorial.
Obteve o segundo lugar no Campeonato Mundial de Astana 2015. Nos Jogos Olímpicos de 2016 perdeu a disputa pela medalha de bronze para a alemã Laura Vargas Koch.